# Venus (пісня Shocking Blue)

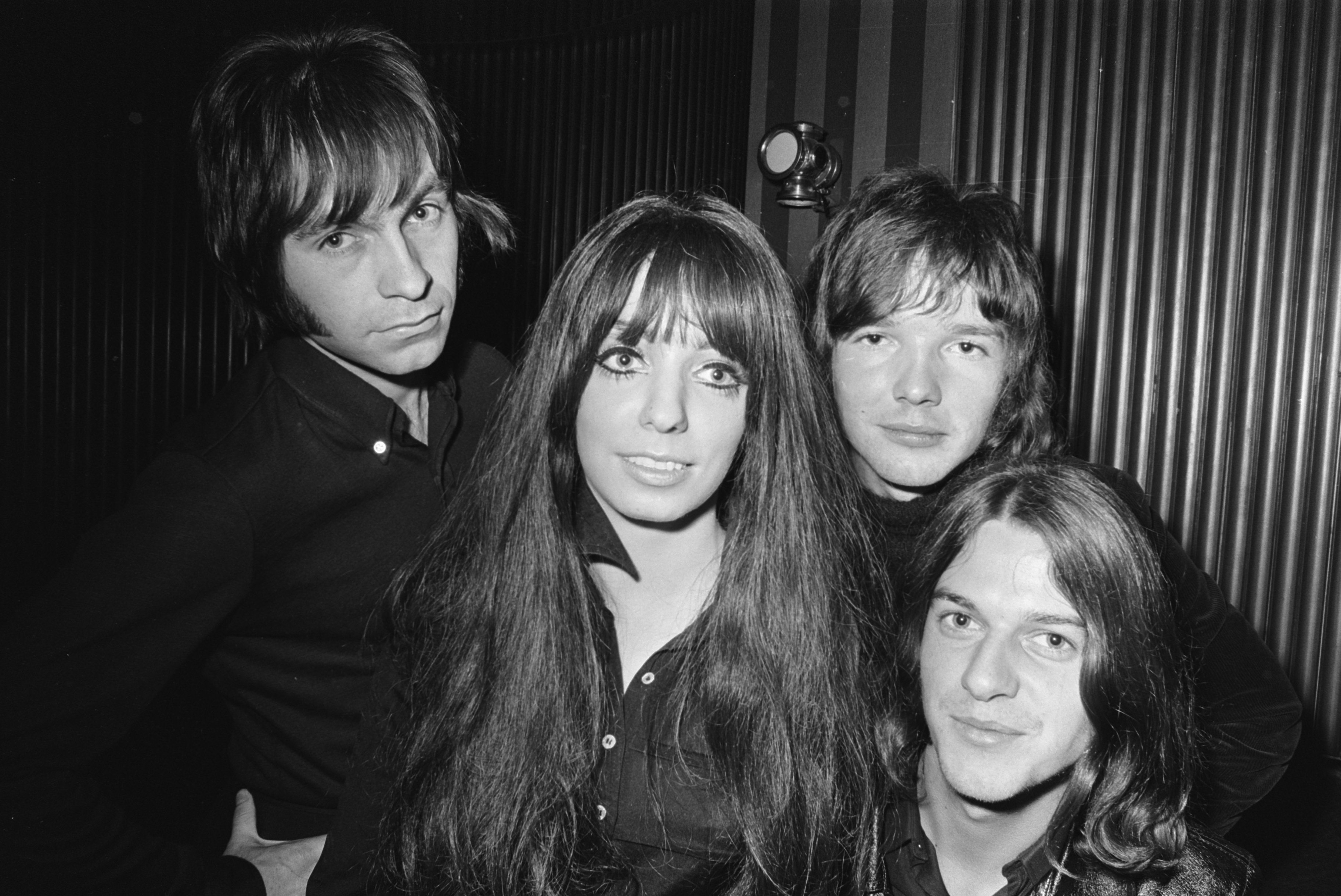
Shocking Blue у 1970-му

Venus ([ˈviːnəs] англ. «Венера») — пісня групи Shocking Blue з альбому At Home (1969). У країнах колишнього СРСР ця пісня також відома під розмовною назвою «Шизґара» (за звучанням перших слів з приспіву англ. She's got it).
Venus є найвідомішою піснею групи Shocking Blue. 7 лютого 1970 року вона посіла перше місце в чарті Billboard Hot 100.
Автор пісні — гітарист «Shocking Blue» Роббі ван Леейвен, хоча слід зазначити, що її музика заснована на пісні «The Banjo Song» 1963 року в виконанні Тіма Роуза і гурту «The Big 3» (яка, у свою чергу, заснована на пісні «Oh! Susanna» за авторством Стівена Фостера, написаній ще у XIX столітті).
Вокальну партію в «Venus» виконала голландська співачка Марішка Вереш (1947—2006). Цікаво, що на той момент вона слабко володіла англійською мовою і просто завчила звучання слів. Саме через це в оригіналі пісні звучить слово «goddness» замість «goddess» («богиня») — Ван Леейвен припустився помилки на аркуші з текстом, а Вереш просто проспівала те, що було написано, і через погане знання англійської помітити цієї помилки не змогла.
Існує багато кавер-версій пісні. Цей хіт виконували також Піккардійська Терція (альбом Я придумаю світ 1999), Лілі Іванова, Ольга Сабова (ЧССР), Bananarama, Stars on 45, Дженніфер Лопес, Том Джонс, Дзуккеро, Саша Дістель, «Дивний Ел» Янковик, No Angels, Міна Мадзіні, Sandra van Nieuwland, естонські групи Мюзік Сейф і Ultima Thule, російські групи «Доктор Ватсон», «Монгол Шуудан», «Мечтать», «Ранетки» та інші виконавці.
Мелодія пісні Venus звучить також в композиції «Dancing In The Fire Of Love» групи Arabesque (альбом City Cats 1979).